# Paratrechina teranishii
Paratrechina teranishii är en myrart som beskrevs av Santschi 1937. Paratrechina teranishii ingår i släktet Paratrechina och familjen myror. Inga underarter finns listade i Catalogue of Life.